# Aéroport de Mirny
L'aéroport de Mirny (en russe : Аэропорт Мирный) est un aéroport russe desservant la ville de Mirny, en République de Sakha. Il est situé à 4 km à l'est de la ville minière. C'est un aéroport de déroutement en cas d'urgence pour le trafic aérien de la région.

## Histoire
Le 1er novembre 2009, un Iliouchine Il-76 du ministère de l'Intérieur s'est écrasé peu après le décollage, tuant les 11 personnes à bord.

## Situation

### Carte des aéroports russes
| \| 50 km1:1 791 000 \| Koursk Abakan Anapa Pskov Arkhangelsk Astrakhan Barnaoul Belgorod Blagoveshchensk Bratsk Grozny Guelendjik Iakoutsk Iékaterinbourg Ijevsk Ioujno-Sakhalinsk Irkoutsk Kaliningrad Kazan Kemerovo Khabarovsk Khanty-Mansiïsk Krasnodar Krasnoïarsk Magadan Magnitogorsk Makhachkala Mineralnye Vody Mirny Moscou · SVO Moscou · DME Moscou-VKO Mourmansk Narian-Mar Nijnekamsk Nijnevartovsk Nijni Novgorod Noïabrsk Alykel Novokouznetsk Novossibirsk Novy Ourengoï Omsk Orenbourg Oufa Oulan-Oude Oulianovsk Perm Petropavlovsk-Kamtchatski Rostov · sur-le-Don Sabetta Saint-Pétersbourg Salekhard Samara Saratov Simferopol Sotchi Sourgout Stavropol Kyzyl Syktyvkar Tcheliabinsk Tchita Tioumen Tomsk Vladivostok Volgograd Voronej |
| 50 km1:1 791 000 |

## Compagnies et destinations
L'aéroport a un trafic annuel de 317 518 voyageurs (2006).
| Compagnies                   | Destinations |
| ---------------------------- | --- |
| Alrosa                       | Irkoutsk, Krasnodar-Pashkovsky, Krasnoïarsk-Iémélianovo, Moscou-Domodédovo, Novossibirsk-Tolmatchevo, Polyarny (en), Iakoutsk, Iékaterinbourg-Koltsovo |
| Angara Airlines              | Irkoutsk, Novossibirsk-Tolmatchevo, |
| NordStar                     | Krasnoïarsk-Iémélianovo |
| S7 Airlines                  | Novossibirsk-Tolmatchevo |
| S7 Airlines opéré par Globus | Moscou-Domodédovo |
| Yakutia Airlines             | Khabarovsk, Iakoutsk |

Édité le 27/04/2018